# Biserica de lemn din Var

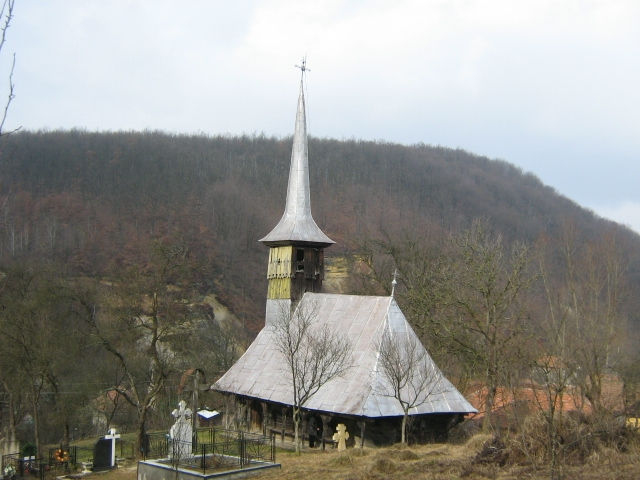
Var, Sălaj. Biserică de lemn din secolul 18. Foto: Mihai Petriș, februarie 2007.

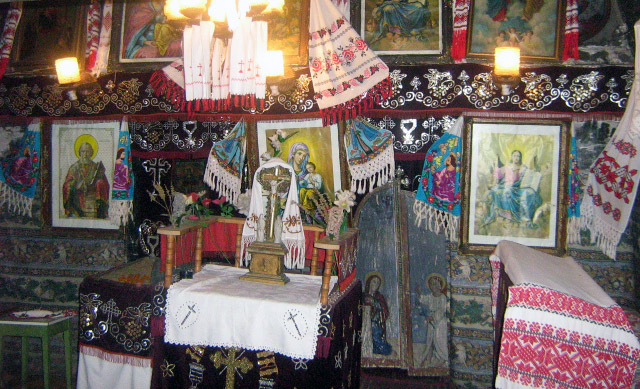
Var, Sălaj. Iconostasul cu două uși, octombrie 2007

Biserica de lemn din Var a fost ridicată cel mai probabil în secolul al 18-lea. Biserica se află pe noua listă a monumentelor istorice sub codul LMI:  SJ-II-m-B-05140.

## Istoric
Noua listă a monumentelor istorice, din anul 2004, a perpetuat o greșeală pe care istoricul de artă Ioana Cristache-Panait a îndreptat-o cu mult timp în urmă. Biserica de lemn din Var nu este ridicată în anul 1820, așa cum stă înscris pe prispă, ci mai devreme, cândva în veacul 18. Inscripția pe prispă pare să documenteze momentul adăugării acesteia sau/și a unei renovări: "1820 Prin mine popa Damian", deoarece prispa nu este legată constructiv cu restul bisericii. Pictura din tinda bisericii a fost atribuită de același istoric zugravului Ioan Pop din Românași, executată cândva, la cumpăna dintre secolul 18 cu 19, în timp ce biserica bărbaților a fost pictată în 1861, după cum stă însemnat pe dosul tâmplei, între ușile altarului: "In anulu 1861. Zugrăvitusau aciasta Sfântă beserică, in zilele Înălțatului Împăratu Francisc Iosifu, Incuratoria lui Munteanu Tirila, Fiindu parochulu locului Grigore Popovicc."

## Imagini

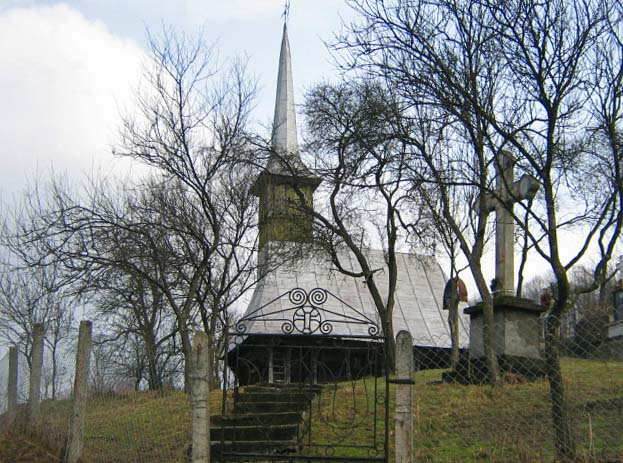
Intrarea în incintă, 2007
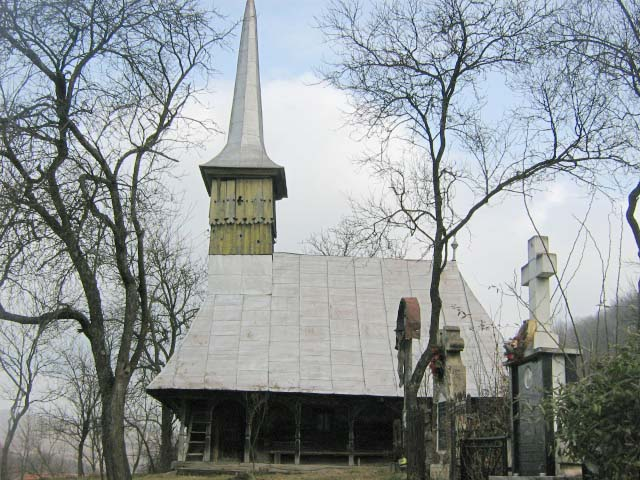
Fațada dinspre miazăzi, 2007
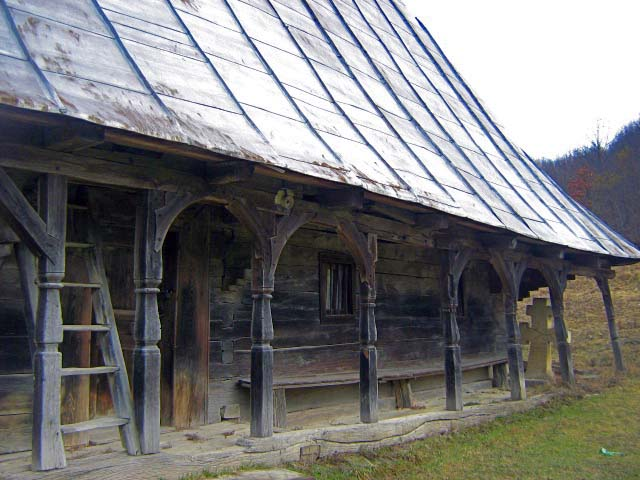
Târnațul din fața intrării, 2007
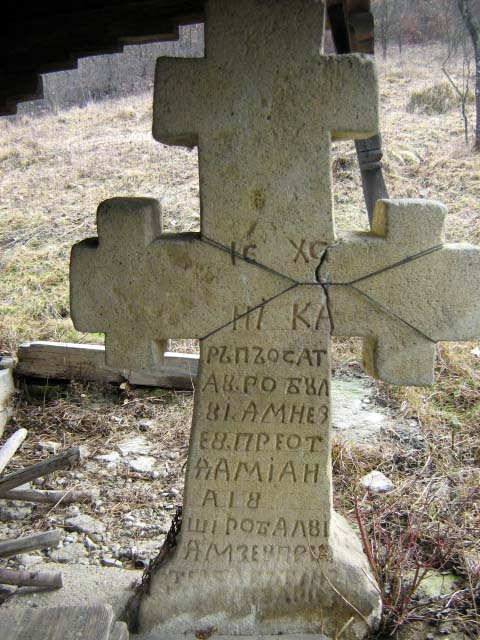
Crucea preotului Damian 1800, 2007
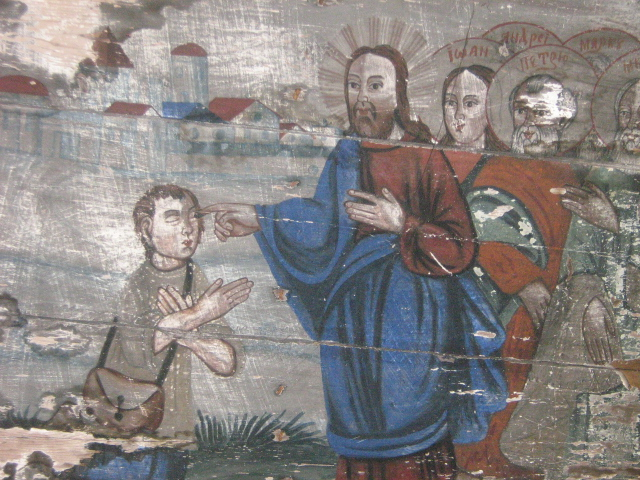
Vindecarea orbului, pe cerime în navă, 2007
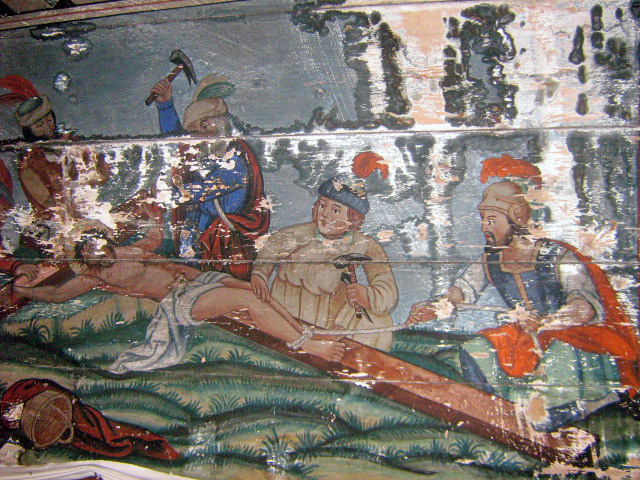
Răstignirea, cerime în navă, 2007
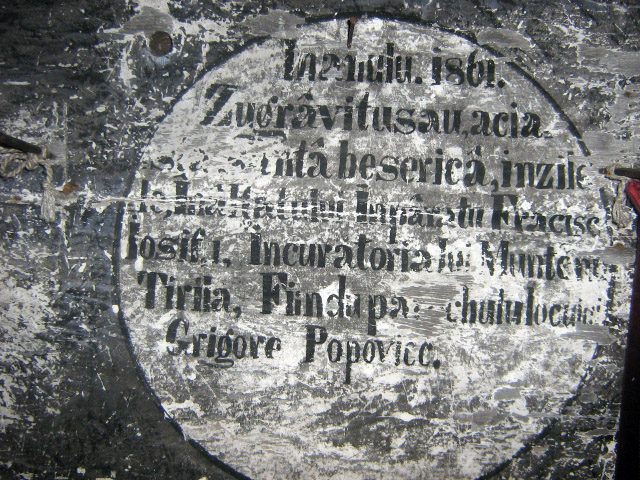
Pisanie din 1861, 2007
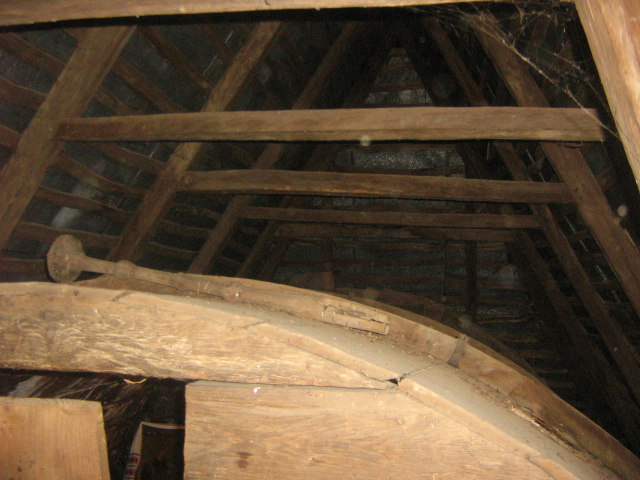
Dosul boltei, 2007
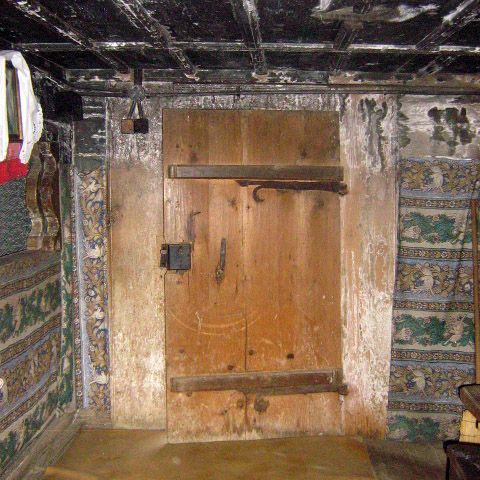
Dosul ușii, 2007
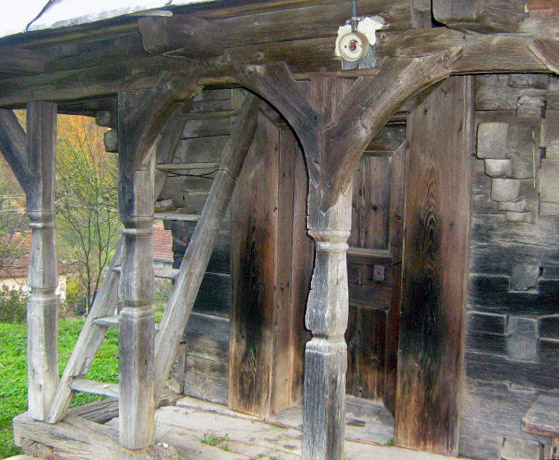
Intrare în biserică, 2007
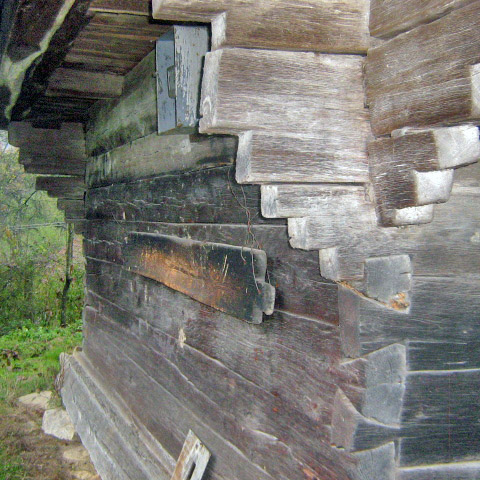
Peretele dinspre apus, 2007
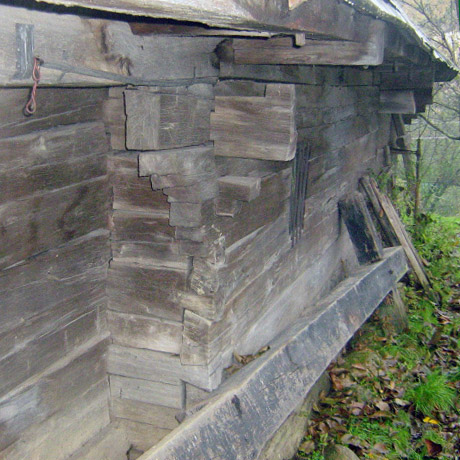
Pereții dinspre miazănoapte, 2007

## Galerie de imagini, ianuarie 2009

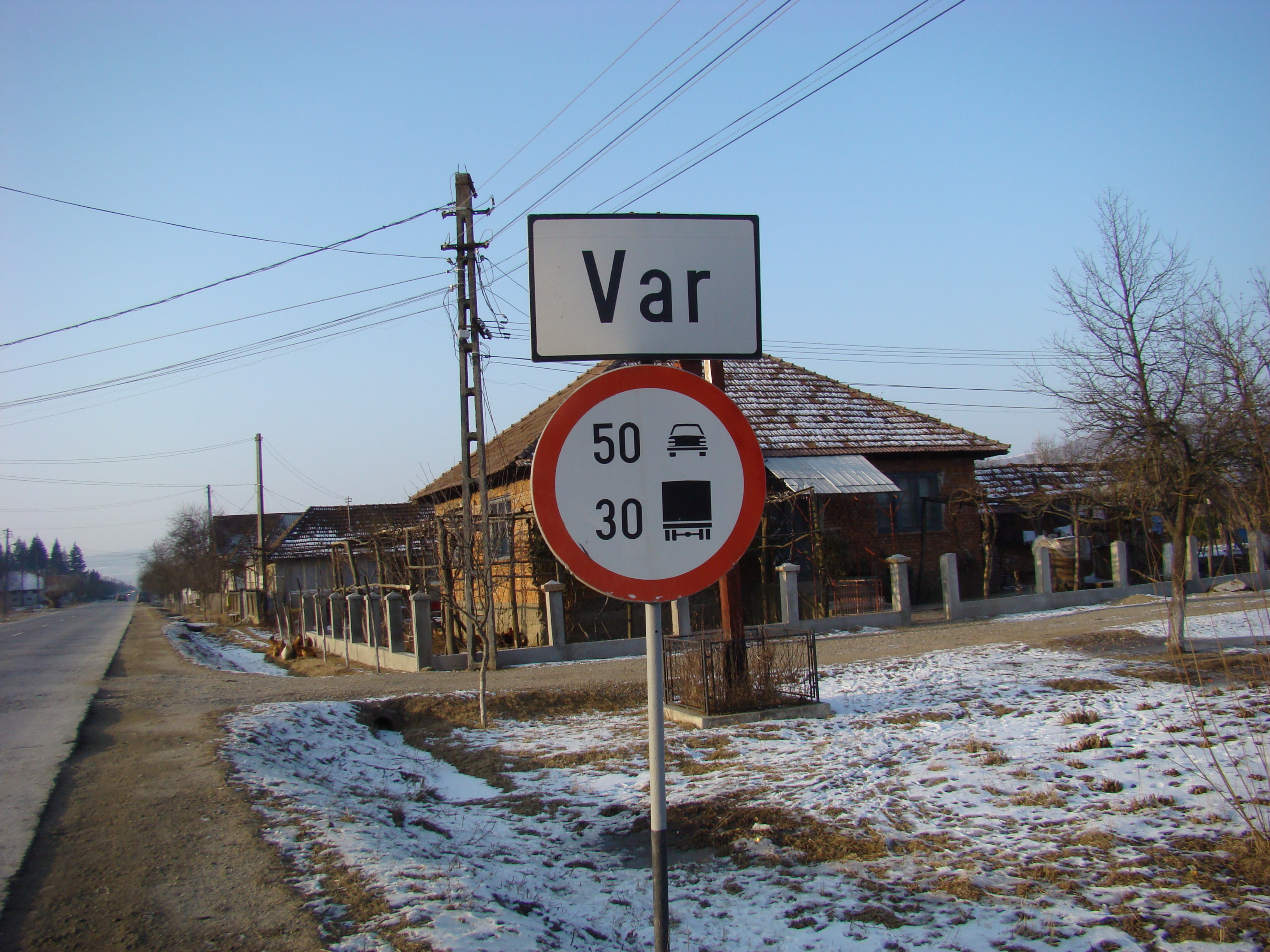
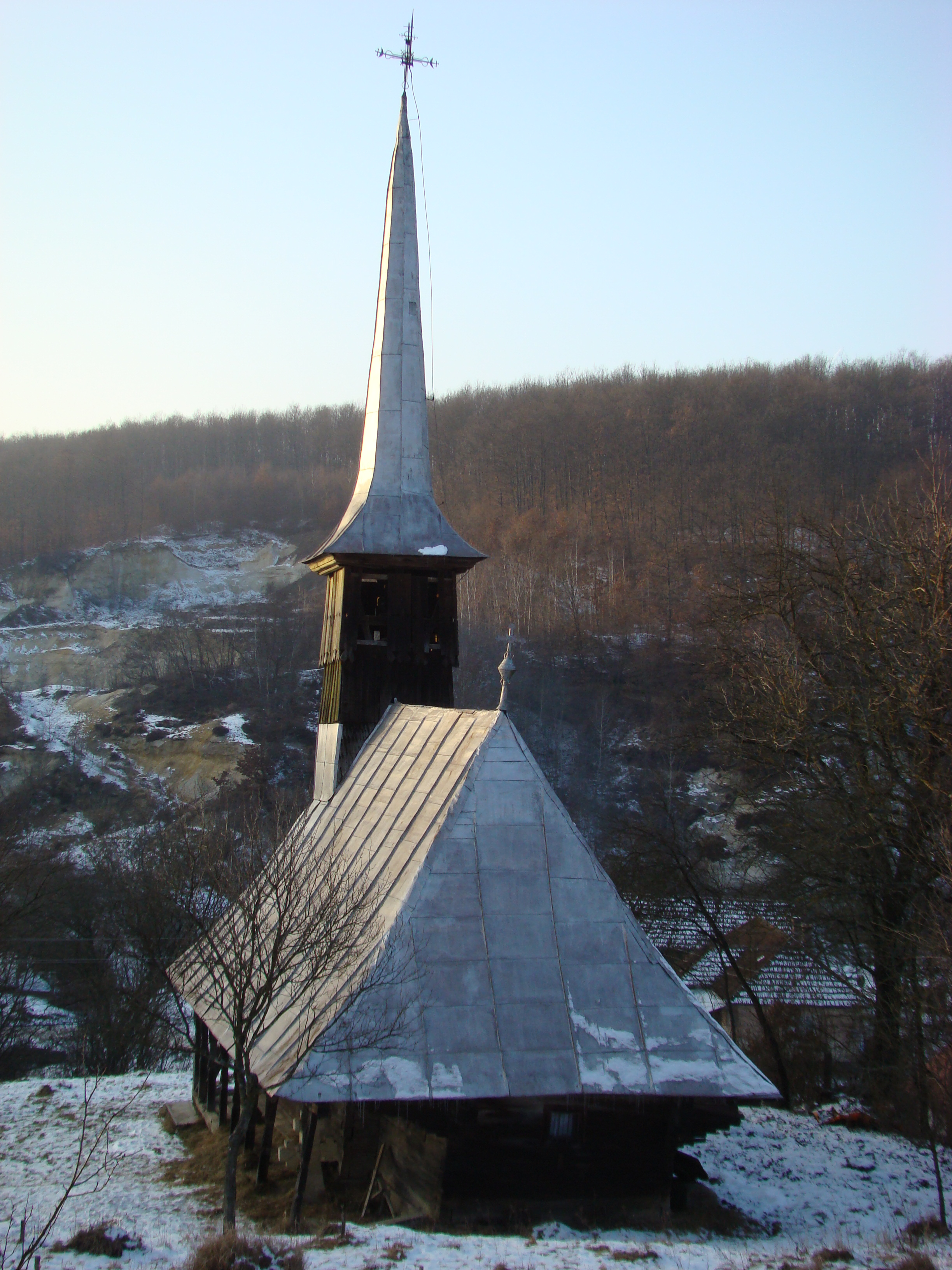
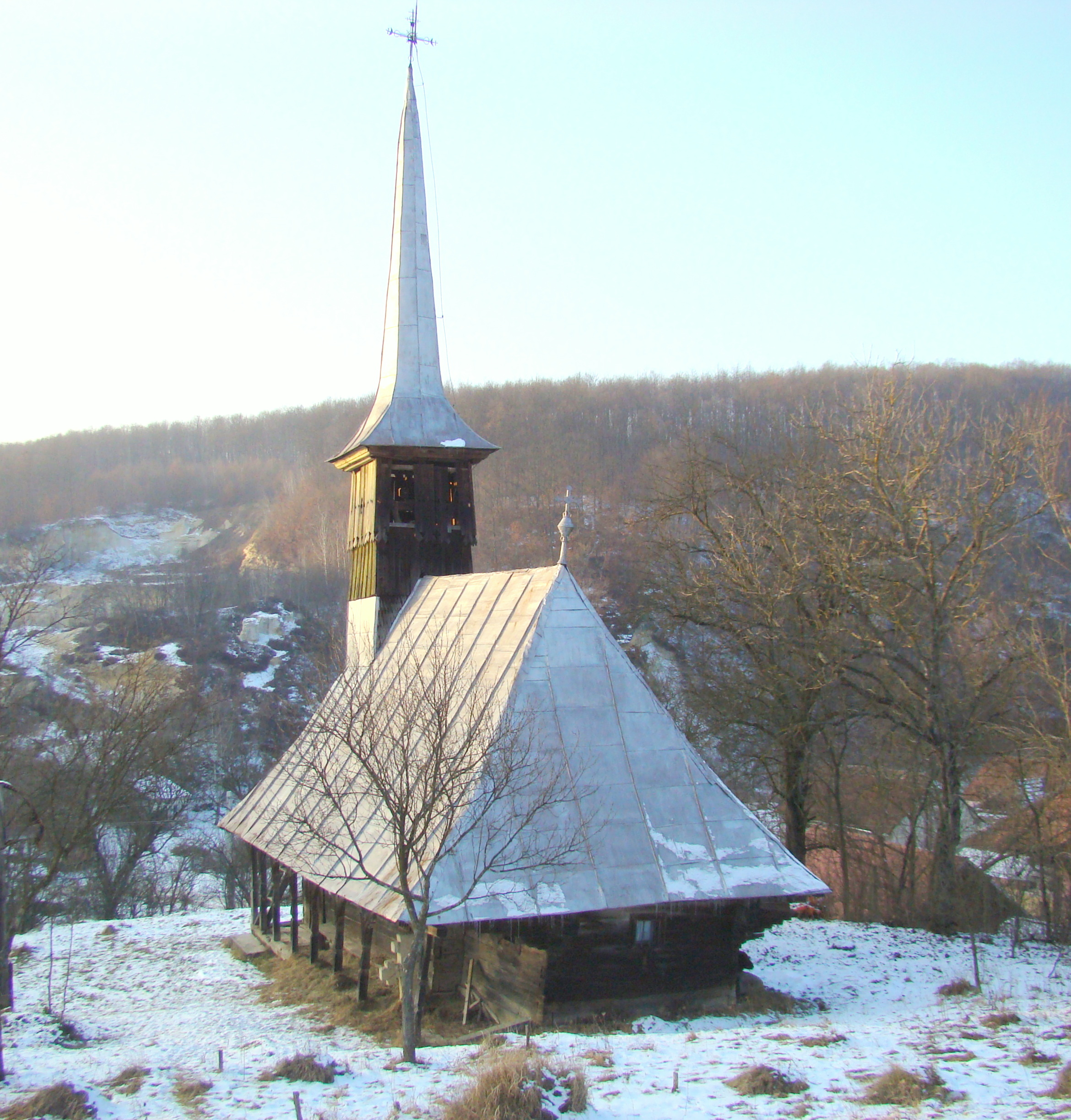
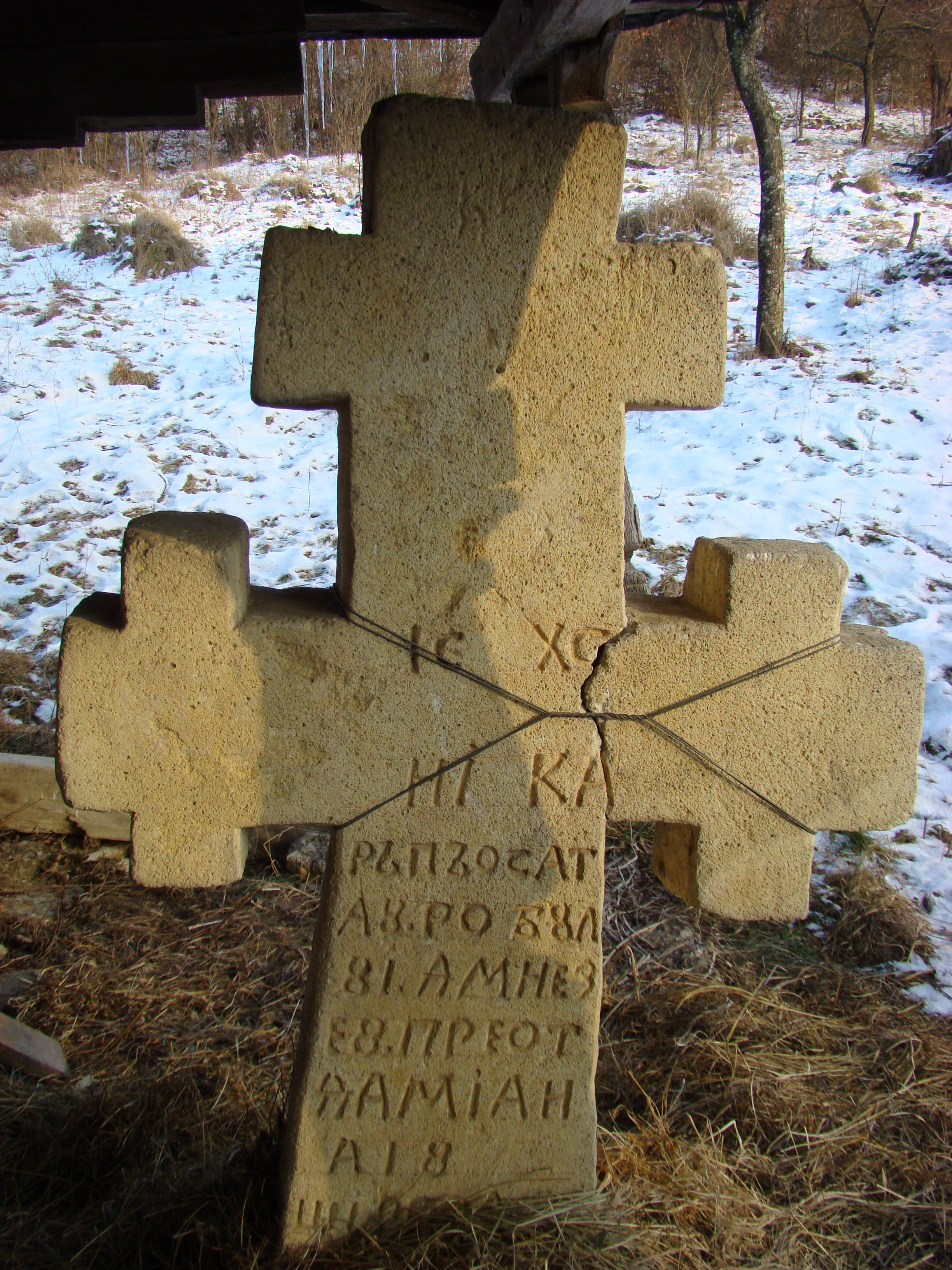
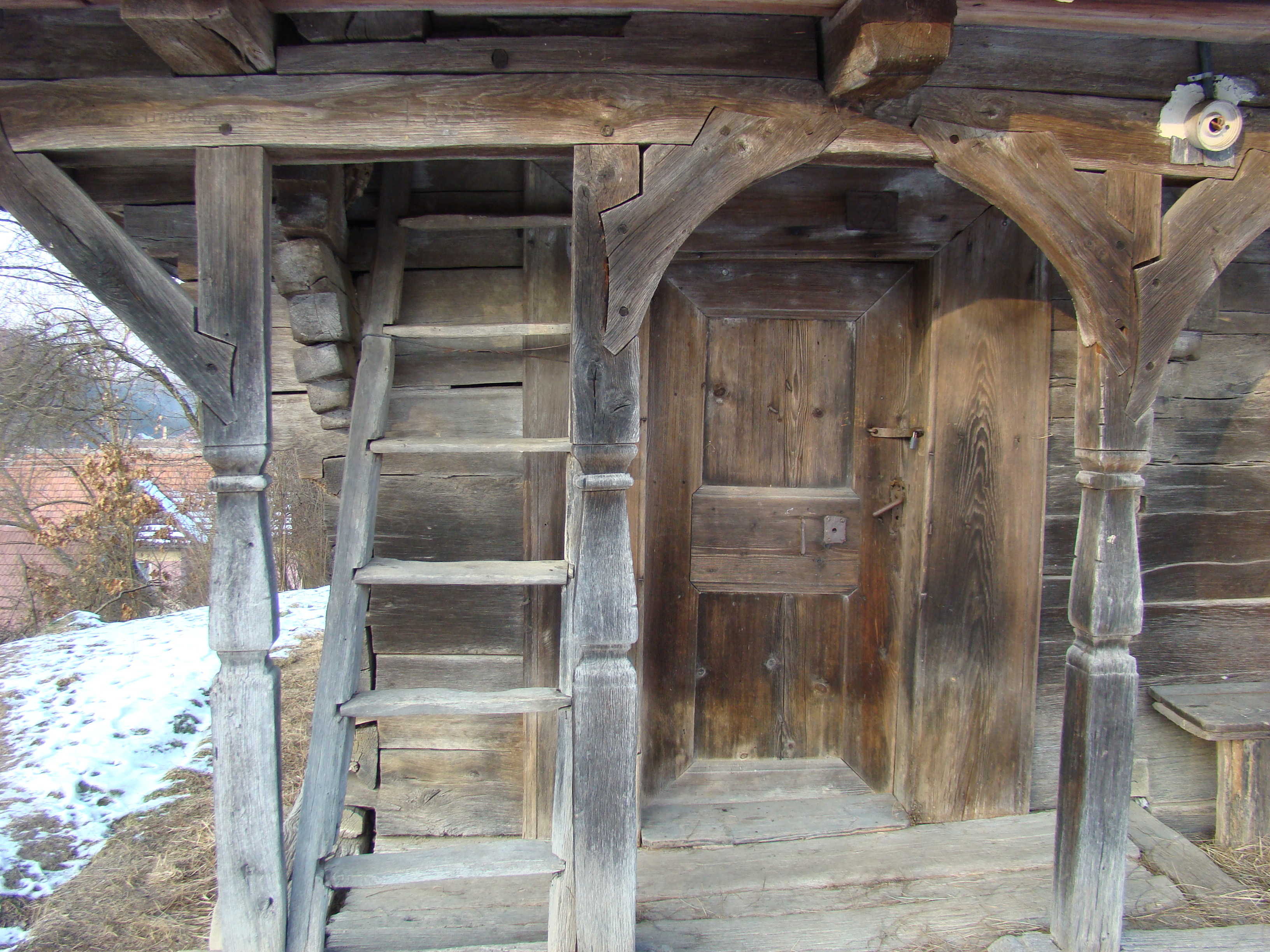
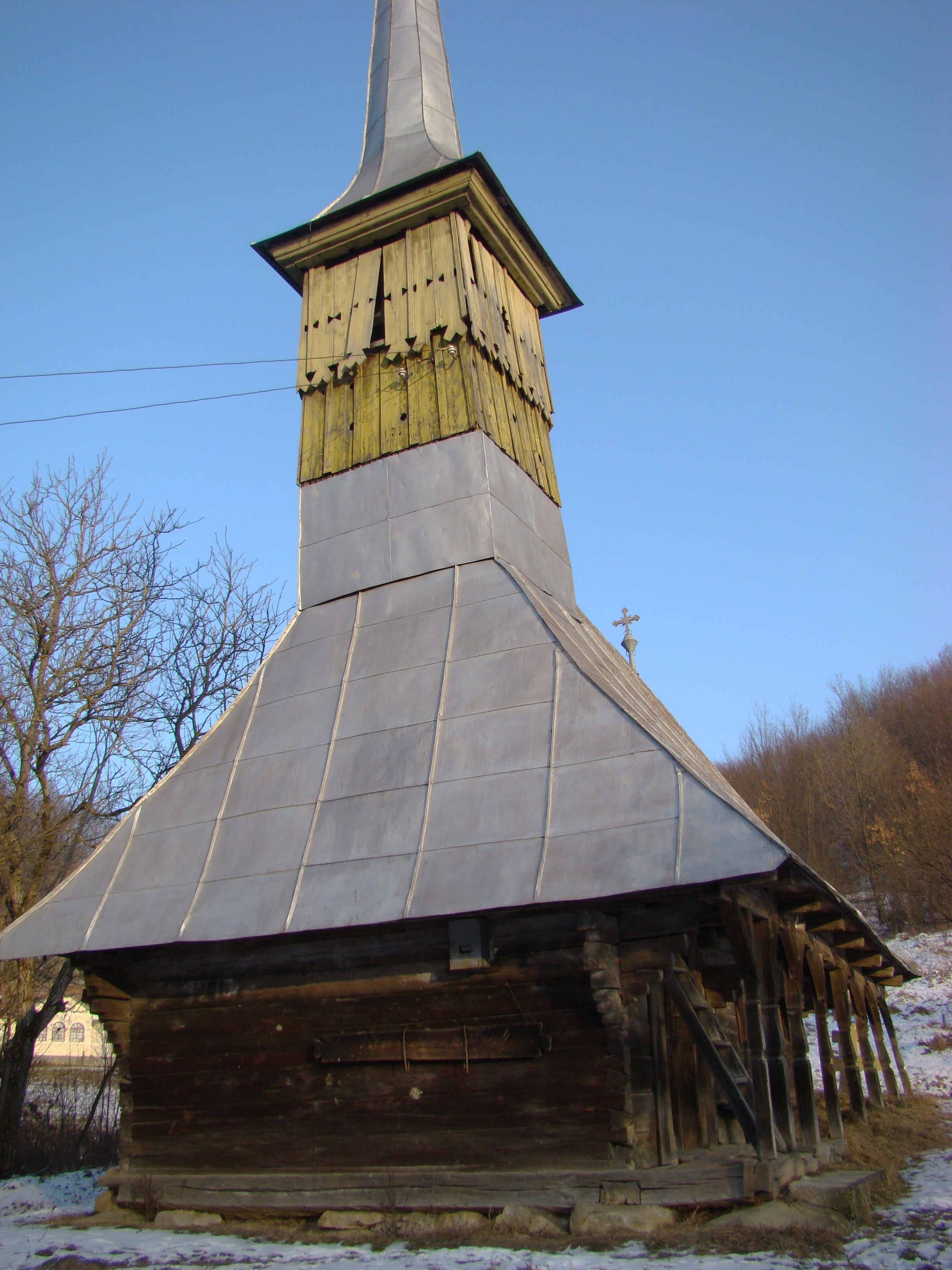
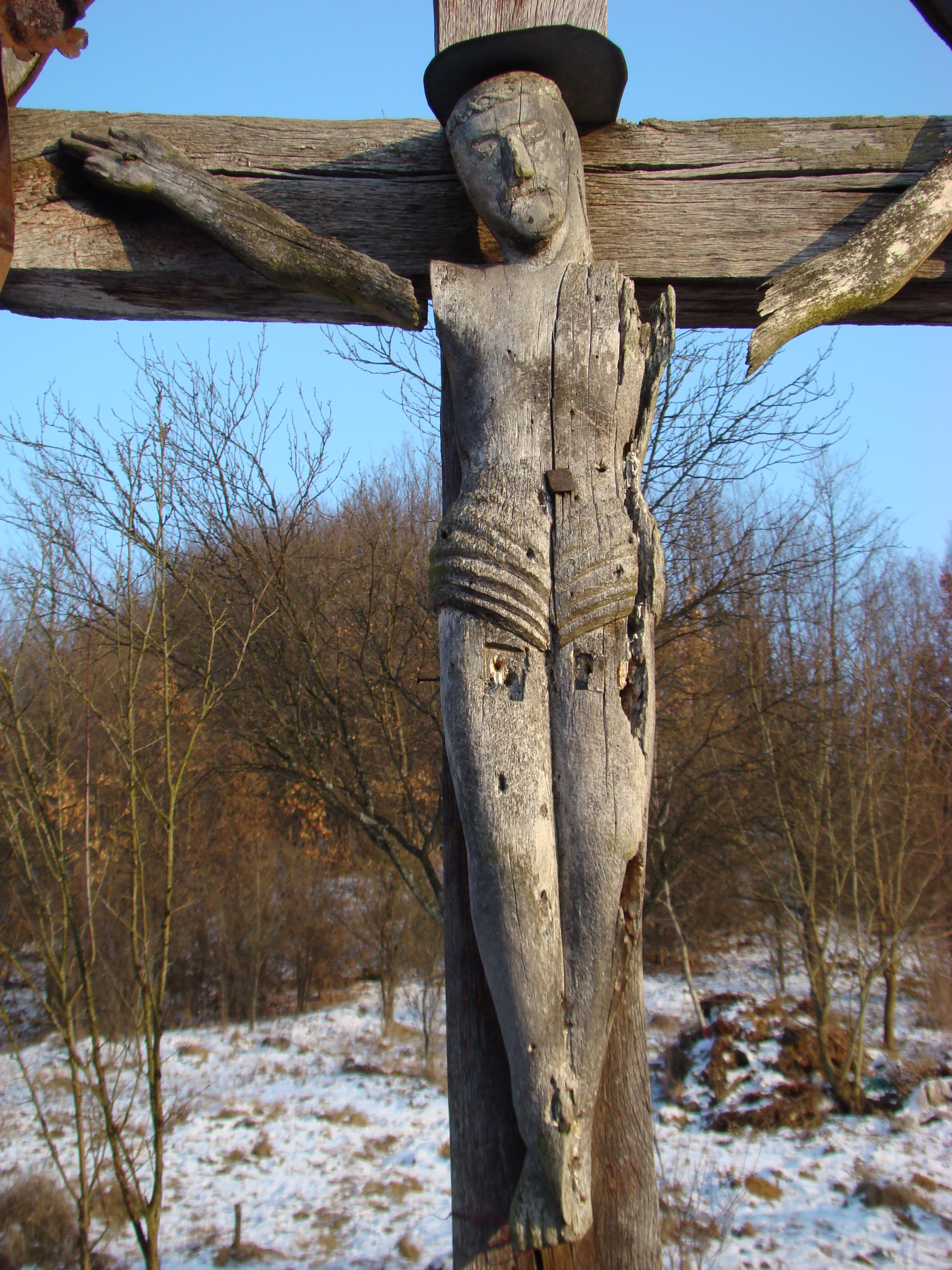
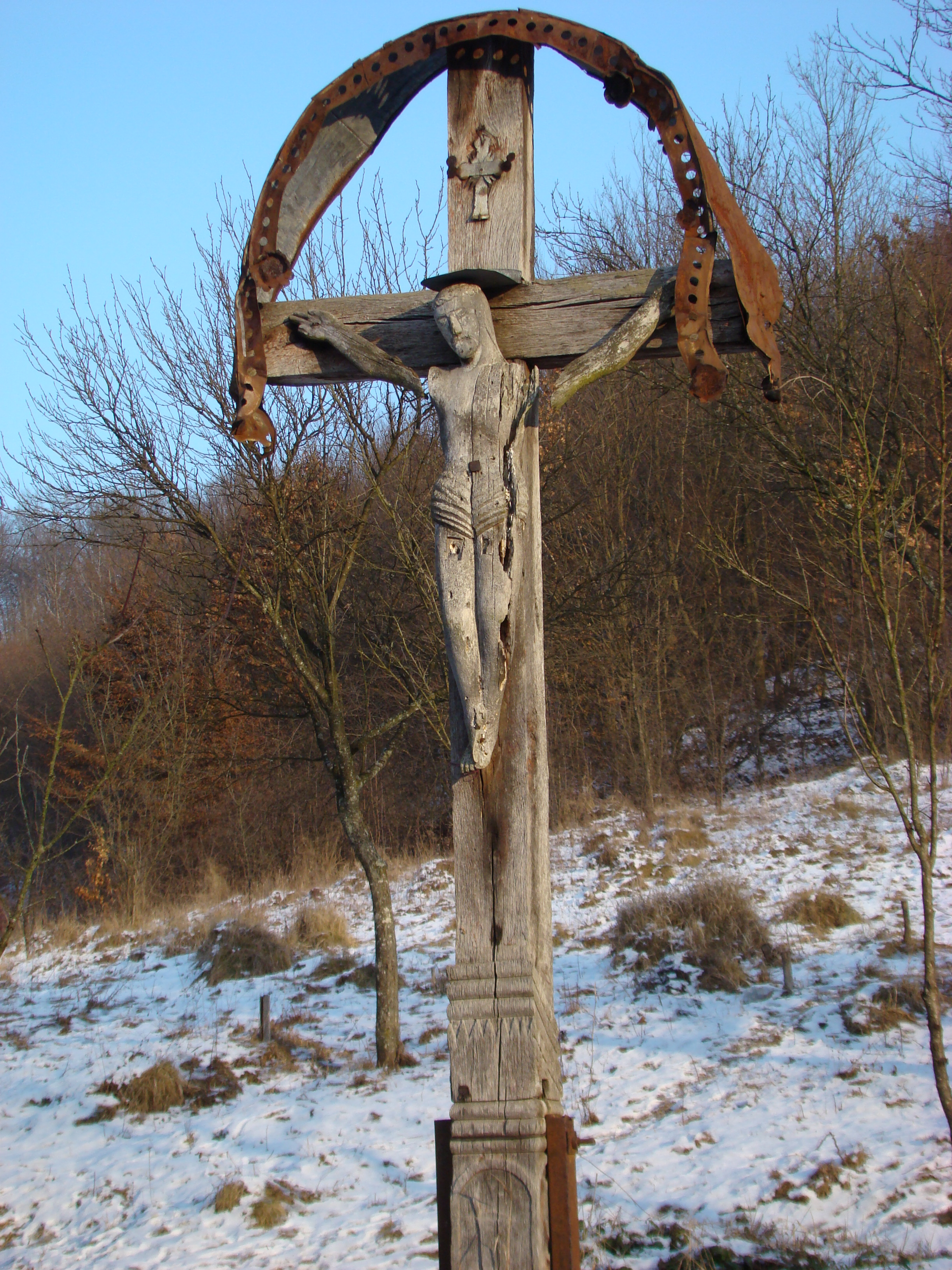
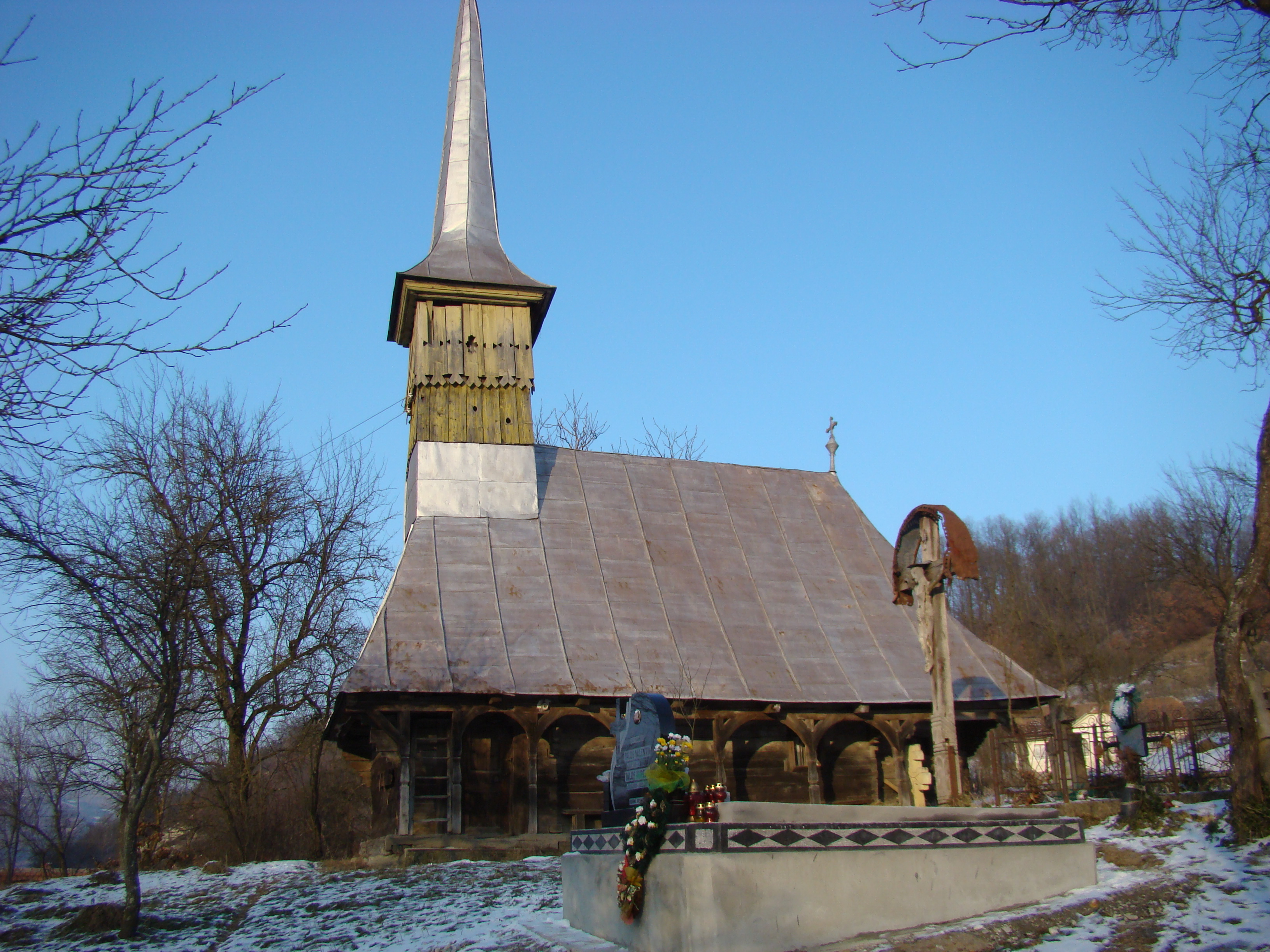
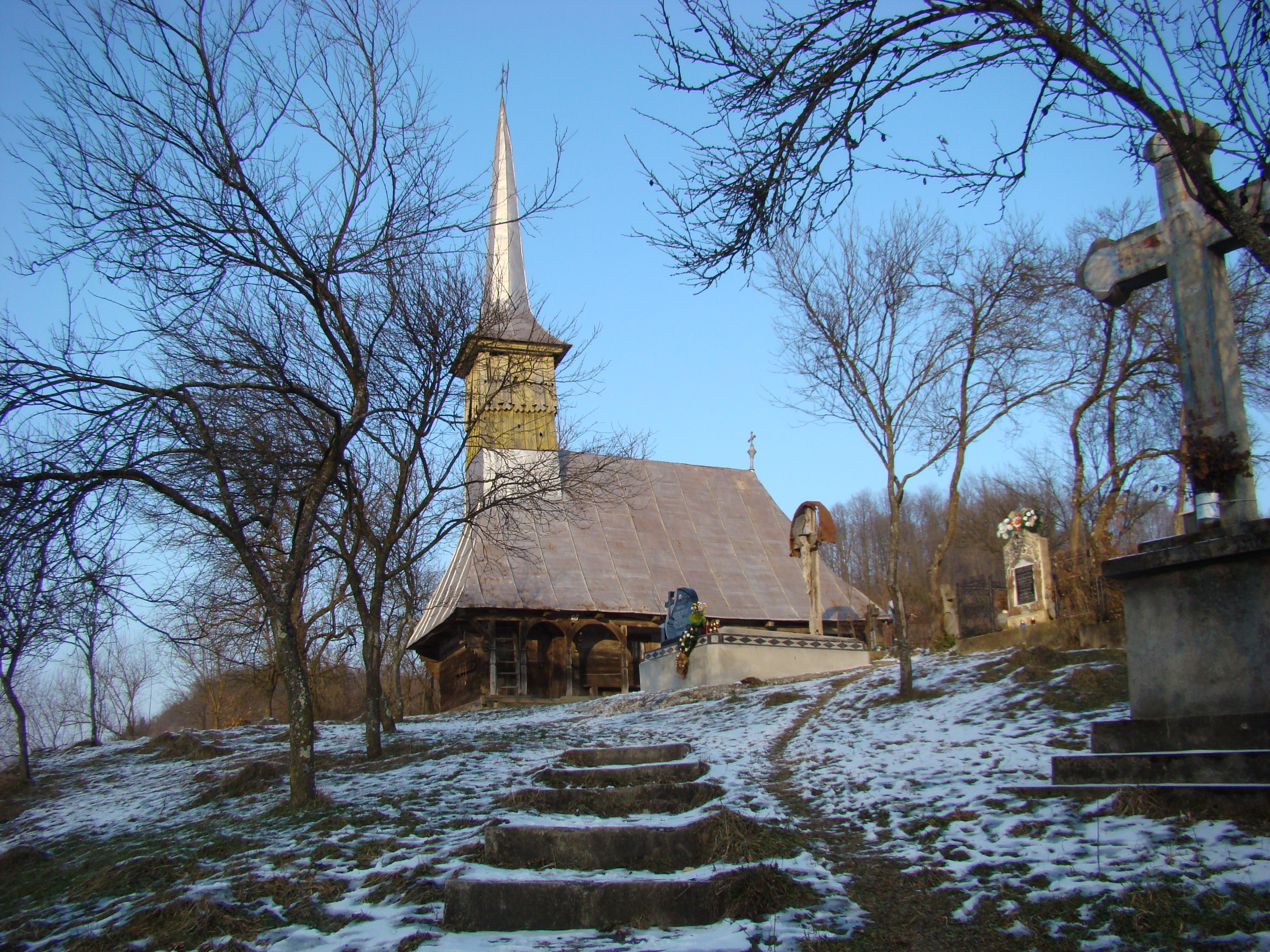
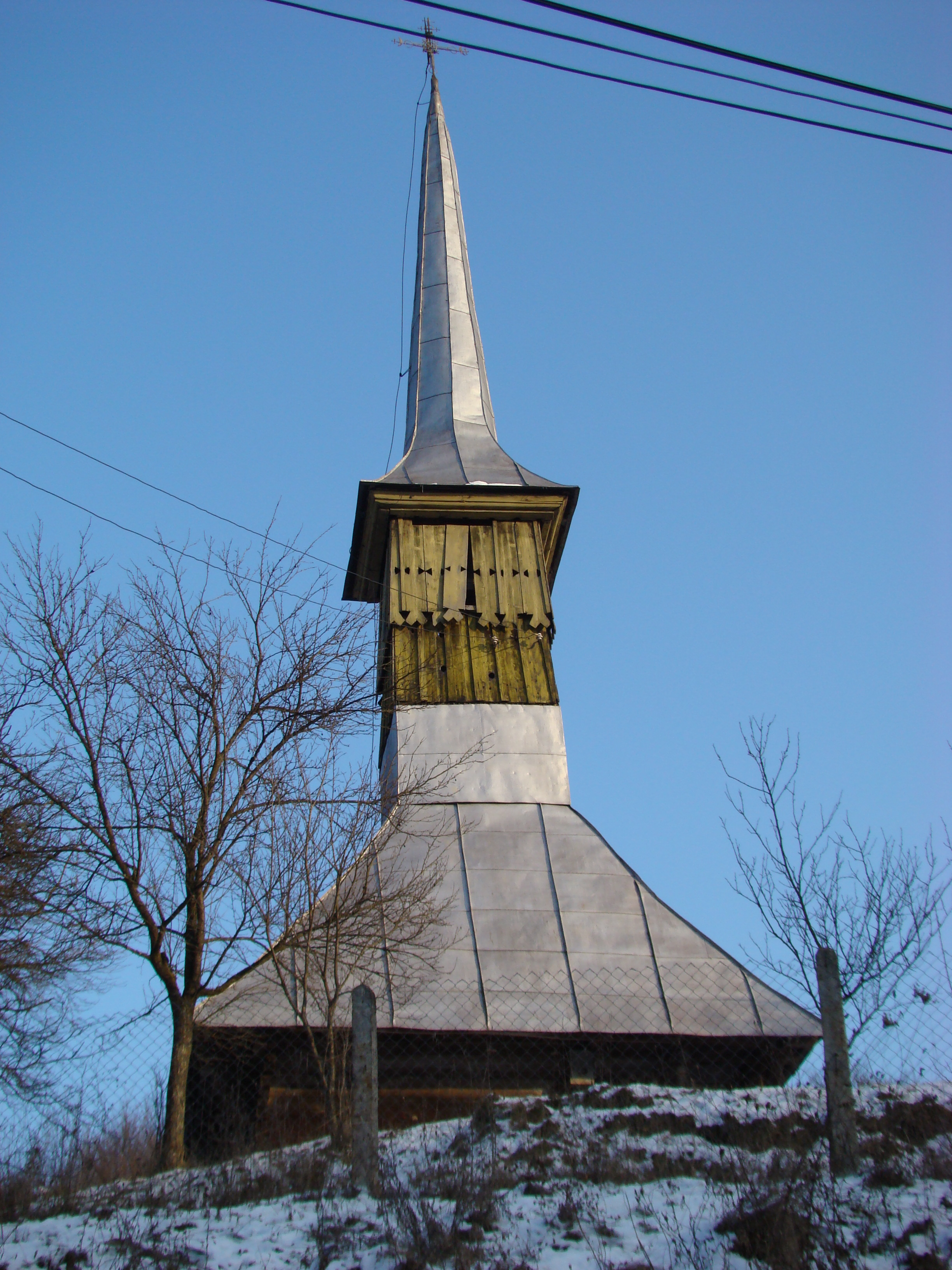
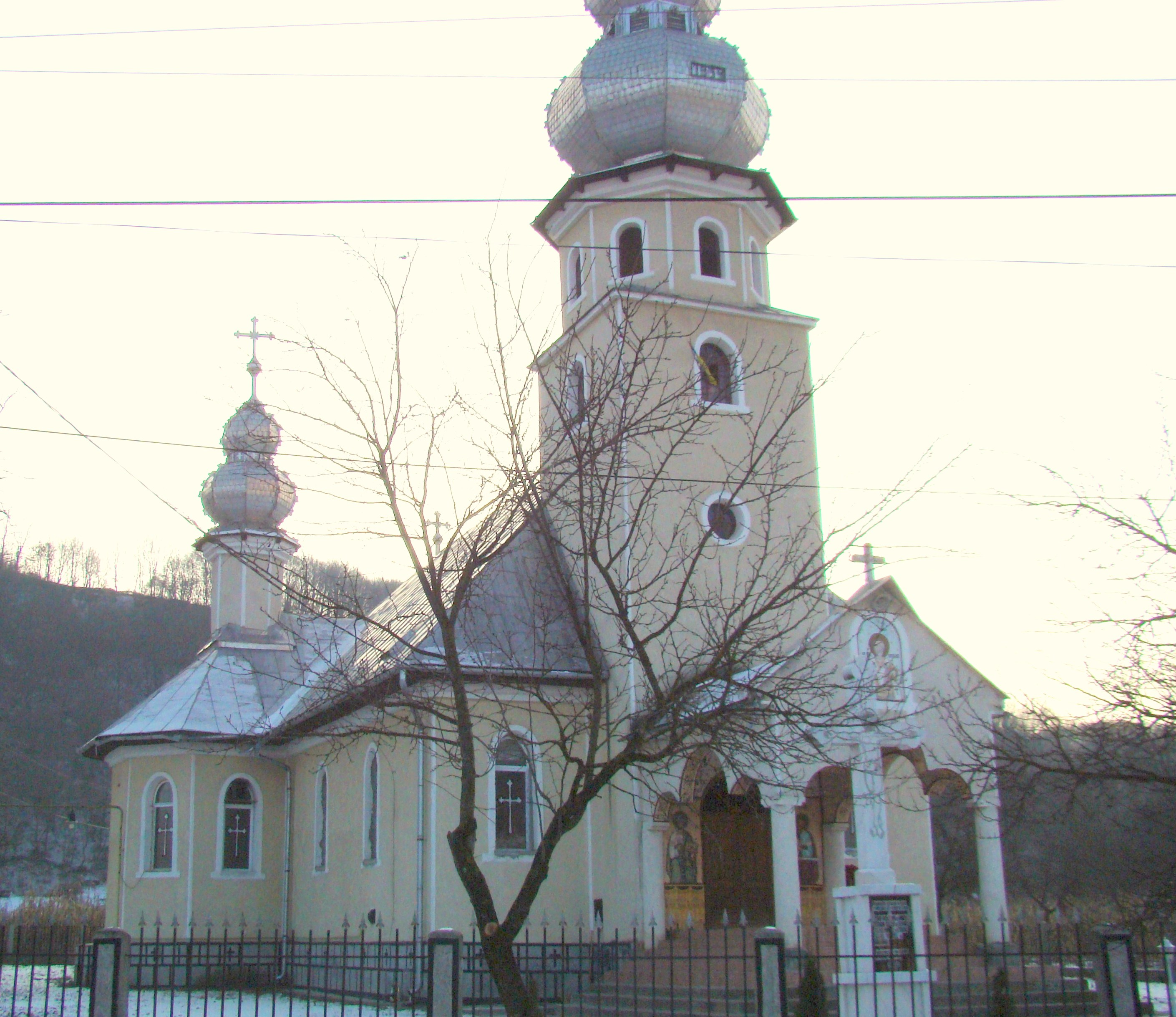